# 1 500 mètres masculin aux Jeux olympiques de 1896 (athlétisme)
Pour un article plus général, voir Athlétisme aux Jeux olympiques de 1896.
Navigation
Paris 1900
L'épreuve du 1 500 mètres masculin aux Jeux olympiques de 1896 s'est déroulée le 7 avril 1896 dans le Stade panathénaïque d'Athènes, en Grèce.  Elle est remportée par l'Australien Teddy Flack.

## Participants
Le rapport officiel mentionne que 8 participants ont concouru, dont deux grecs.
La base de données du CIO en liste 12, dont seulement 8 ont en effet réellement concouru, tout comme la base de données Olympedia.
On en arrive donc à une participation réelle de 8 coureurs représentant 5 nations pour cette première édition du 1.500 m masculin :
- Allemagne (1) : Carl Galle
- Australie (1) : Teddy Flack
- États-Unis (1) : Arthur Blake
- France (1) : Albin Lermusiaux
- Grèce (4) : Angelos Fetsis, Dimitrios Golemis, Konstantínos Karakatsánis et Dimítrios Tombróf

Les coureurs inscrits mais qui sont présumés n'avoir pas concouru sont les suivants :
- France (1) : Georges de la Nézière
- Grande-Bretagne (1) : George Marshall
- Hongrie (2) : Nándor Dáni et Gyulia Malcziner

Le recordman du monde (non officiel) de la distance, l'américain Thomas Conneff, n'est pas présent à Athènes. Les favoris sont l'australien Teddy Flack, qui vit et s'entraine à Londres, au Royaume-Uni, le français Albin Lermusiaux et l'américain Arthur Blake, qui a remporté des courses de demi-fond aux États-Unis.

## Format de l'épreuve
Aucune série de qualification n'est organisée dans cette épreuve, qui se compose directement d'une course finale.

## Records
Avant cette compétition, le record du monde (non officiel) dans cette discipline était le suivant :
| Record du monde | 4m 15.6 s (non officiel) | Thomas Conneff | New York (États-Unis) | 26 août 1895 |

Le premier record olympique a été fixé dans cette compétition.
En remportant la course, Teddy Flack a fixé un record olympique inaugural à 4 minutes 33 secondes 2.
| Date         | Course | Athlète     | Temps      | Notes |
| ------------ | ------ | ----------- | ---------- | ----- |
| 7 Avril 1896 | Finale | Teddy Flack | 4 m 33.2 s | OR    |

## Médaillés
| Or          | Argent       | Bronze           |
| Teddy Flack | Arthur Blake | Albin Lermusiaux |

## Résultats (7 avril 1896)
Les coureurs restent groupés pendant un tour, passant aux 300 mètres en 52.2 secondes. Les quatre coureurs grecs sont ensuite décrochés et Arthur Blake prend alors la tête, et passe aux 700 mètres en 2 minutes 08.2 secondes. Au troisième tour, c'est Albin Lermusiaux qui se porte aux avants-postes et pointe aux 1.100 mètres en 3 minutes 25.2 secondes. Cependant, il est dépassé dans le dernier tour par Teddy Flack et Blake, et le premier nommé l'emporte avec 5 mètres d'avance en 4 minutes 33.2 secondes. Lermusiaux est à une quinzaine de mètres, devançant Carl Galle et les quatre coureurs grecs, dont on ignore le classement et le temps exact.
| Place                               | Athlète                   | Pays       | Temps        | Note |
| ----------------------------------- | ------------------------- | ---------- | ------------ | ---- |
| Médaille d'or, Jeux olympiques      | Teddy Flack               | Australie  | 4 min 33 s 2 | OR   |
| Médaille d'argent, Jeux olympiques  | Arthur Blake              | États-Unis | 4 min 33 s 6 |      |
| Médaille de bronze, Jeux olympiques | Albin Lermusiaux          | France     | 4 min 36 s 0 |      |
| 4                                   | Carl Galle                | Allemagne  | 4 min 39 s 0 |      |
| 5-8                                 | Ángelos Fétsis            | Grèce      | Inconnu      |      |
| 5-8                                 | Dimítrios Golémis         | Grèce      | Inconnu      |      |
| 5-8                                 | Konstantínos Karakatsánis | Grèce      | Inconnu      |      |
| 5-8                                 | Dimítrios Tombróf         | Grèce      | Inconnu      |      |